# 网络中立性
網路中立性（net neutrality），亦稱為網際網路中立性（Internet neutrality），是一種原則，要求網際網路服務供應商及政府應平等處理所有網際網路上的資料，不差別對待或依不同用戶、內容、網站、平臺、應用、接取裝置類型或通訊模式而差別收費。這一詞是由哥倫比亞大學媒體法教授吳修銘（Tim Wu）於2003年所提出，作為存在已久的公共運輸業者這個概念之延伸。
一個常被引用來作為違反網路中立性原則的例子為，網際網路服務供應商Comcast暗中利用偽造的數據封包減緩P2P檔案分享的上傳速率。研究顯示，結合政策工具將有助於實現圍繞著網路中立性爭論的重要政治與經濟目標。

## 定義及相關原則

### 網路中立性
網路中立性是一個原則，要求所有網際網路流量均應被平等對待。據哥倫比亞大學法學院教授吳修銘所述，解釋網路中立性的最好方法與設計網路時所期望的一樣：公眾資訊網路將在所有內容、網站及平臺被平等對待時達到其最佳的使用。在技術及服務上對網路中立性更詳細的定義為，服務的網路中立性意指，一個服務在某一層的運作不會影響到在該層上的其他服務，以僅依據該層所訂定的協議規範。

### 開放網際網路
開放網際網路的概念是指，網際網路的所有資源及操作這些資源的方式，能讓所有個人及企業都能輕易地取得。這通常包括網路中立性、開放標準、透明化、無網路審查及低進入門檻等概念。開放網際網路這個概念有時會被解釋為科技權力去中心化的理想，有些人並認為這個概念與開放原始碼軟體有著密切關連。
支持者通常會將網路中立性視為開放網際網路的重要部分，平等對待數據與開放網路標準等政策，允許在網際網路上的人們能不受第三方干擾，輕易通訊與發展業務。封閉網際網路則是指相反的情況，於此具有權限之個人、企業或政府能選擇偏好的使用方法。封閉網際網路可能會限制接取必要的網路標準、人為降低部分服務的品質，或明確過濾掉特定內容。

### 笨水管
由笨水管（dumb pipes）組成笨網路這個概念至少自1990年代初期就已經出現了。笨網路這個概念是指，網路的兩端通常會有具智能的人存在，而網路本身則留下對終端用戶通訊的管理及運作之功能。2013年，軟體公司MetroTech Net, Inc.提出笨電波（Dumb Wave）一詞，用來指笨水管這個概念在無所不在的行動網路上之應用。如果行動通訊業者不提供獨特的加值服務，他們將會降級到笨水道一層，而無法對加值服務收費，或無法留住用戶。

### 終端對終端原則
終端對終端原則是一種網路設計原則，最初於1981年的會議裡，由傑瑞·薩特澤、大偉·派翠克·里德及大偉·克拉克所寫的《系統設計的終端對終端議題》（End-to-end arguments in system design）中被明確提及。該原則敘述，只要可行，通訊協議的運作應被定義成發生在通訊系統的終端，或儘可能靠近所控制的資源。依據終端對終端原則，協議功能只有在需要性能最佳化時才能設定在系統最低層。因此，TCP重新傳輸（retransmission）為了其可靠性而做之設定仍是合理的，但應該在已達到最高的性能時停止再設定更多功能。該原則主張，可靠的系統會傾向需要終端對終端的處理能正確運作，除了其他在中介系統內的處理外。該原則指出，大多數在一通訊系統最低層的功能，都會對所有較高層的用戶端造成負擔，即使用戶端不需要這些功能；而若用戶端重新以終端對終端的方式實作了這些功能，這些功能就顯得多餘。這導致了一個具有智慧終端的最小化笨網路，與之前具有笨終端的智慧網路之架構完全地不同。
因為終端對終端原則是網際網路的核心設計原則，且因為實務上執行數據差別待遇的方法會違反終端對終端原則，該原則通常會在網路中立性的討論中被提及。終端對終端原則與網路中立性密切相關，且有時會被視為是網路中立性的前身。

### 流量塑形
流量塑形是指為電腦網路流量進行控制，延緩符合特定條件之封包的傳輸，以優化或保證性能、改善延遲，及/或增加可使用頻寬。更具體地說，流量塑形是指對封包所作的任何行為，對這些封包施予額外的延遲，使其遵守一些預定的限制條件。流量塑形提供一種方法，以控制於特定期間內傳輸至網路的訊務之流量（頻寬調節）、或傳輸流量的最大值（速率限制），亦或者是通用細胞速率演算法之類更複雜的規則。

### 超額配置
若一個網路的核心比被允許進入終端的訊務擁有更多的頻寬，則不需要流量政策即能獲得良好的服務品質。例如，電話網路使用允入控制（admission control），以拒絕對連線要求形成線路，限制用戶在網路上的需求。超額配置是統計多工的一種，會寬鬆估算尖端時的用戶需求。超額配置被用在美國大學網路（如WebEx及Internet 2 Abilene Network）等專用網路上。大衛·伊森伯格（David Isenberg）認為，持續性的超額配置總是能比服務品質或深度封包檢測技術花費更少費用而提供更多的容量。

## 相關議題

### 對協議差別待遇
對協議差別待遇是指偏好或封鎖使用電腦用來通訊之通訊協議編碼的資料。例如，Comcast於2008年故意阻擋部分用戶使用P2P檔案共享服務來下載大量檔案，FCC並因此對此事展開調查。後來，Comcast於2009年12月提議以每股16美元與FCC和解，但表示該公司沒有做錯事。然而，美國上訴法院於2010年4月判決FCC逾越其權限。為此，FCC的發言人耶恩·霍華德（Jen Howard）回應，「法院並沒有否定維持自由與開放網際網路的重要性，亦沒有關閉以其他方法達成此一重要目標的大門。」儘管判決偏向Comcast一方，根據Measurement Lab於2011年10月的一份研究顯示，Comcast之後幾乎停止了對BitTorrent限速的所有措施。

### 對IP位址差別待遇
在網際網路的早期，產生一個非中立的網際網路在技術上是不可行的。然而，網路安全公司NetScreen於2003年推出一款原本目的是用來過濾惡意軟體的網路防火牆，稱之為深度封包檢測（deep packet inspection），使得對不同類型的資料採取即時的差別待遇變得可行，且通常被用於網際網路審查。
有些公司會不計入特定位址的數據用量，這樣在數據傳輸昂貴的地方就可以提升這些服務的競爭力，這種商業手段稱作零費率，案例包括 Facebook Zero及Google Free Zone，在發展中國家尤其常見。
有時，ISP 業者會針對那些在網路上產生龐大流量的服務供應者（而非其他人）收取費用。法國電信業者 Orange 抱怨從 YouTube 及其他 Google 網站流入的流量約占其網路整體流量的 50%，並與 Google 達成協議，就 Google 在其網路上產生之流量收取費用。有些人認為 Orange 的競爭對手 Free 也會限制 YouTube 的流量。不過，法國電信監理機關所作的研究顯示，其網路只是單純在尖峰時段壅塞而已。

### 偏好專用網路
網路中立的支持者認為，若不加以規範，網際網路服務供應商將能夠偏好他們自己的協議。ISP 將能透過利用專用網路區別哪些內容會被計入頻寬上限，來鼓勵用戶使用特定服務。
例如，Comcast 與微軟達成一項協議，允許其用戶透過 Xbox 360 上的 Xfinity 應用程式串流電視訊號，且不影響其頻寬限制。不過，用戶若使用其他視訊串流軟體，如 Netflix、HBO Go或  Hulu，則會被計入頻寬上限中。Comcast 否認該行為違反了網路中立性原則，因為「這項服務是在 Xbox 服務自身所擁有的專用網際網路協議網路上執行其Xfinity程式。

### 對等互連差別待遇
對於對等互連（peering）是否屬於網路中立性議題存在著一些爭議。
2014年第1季，串流網站Netflix與ISP業者Comcast達成一項協議，以改善Netflix用戶端的服務品質。這項協議是為了解決2013年間透過Comcast傳輸之速率越來越慢的問題，該年度的平均速率下滑了超過25%，來到史上最低點。在2014年1月達成協議後，Netflix的速率指數增加了66%。
Netflix於2014年與Verizon達成類似的協議，在Verizon DSL用戶的連線速率於該年稍早降至不到1Mbit/s以後。Netflix向所有使用Netflix服務，體驗低連線速率的Verizon用戶發送一份具有爭議的聲明，公開反對這項協議。這引發兩家公司間的內部爭論，並讓Verizon於2014年6月5日取得禁止令（cease and desist order），以迫使Netflix停止散佈此訊息。

## 法律方面
網路中立性原則在法律上的實現有許多種類型，從將對網際網路服務的封鎖與限速視為不合法的反競爭行為，至強制禁止公司偏好特定網路的網路應用。不同於大眾言論與仍對此一議題進行爭論的眾多人士，研究顯示單一政策工具（如不得封鎖政策或服務品質分層政策等）並無法達成該爭論核心的重要政治與經濟目標。Bauer及Ober表示，「保障多重目標需結合多項工具，包括政府及非政府的不同方法。此外，要促進言論自由、政治參與、投資與創新等目標，亦需要有各項配套的政策。」

## 各国家和地区的網路中立性

### 巴西
巴西網際網路民權架構（葡萄牙語：Marco Civil da Internet）於2014年4月23日在全球網際網路治理大會上進行討論時，成為法律。該法規範巴西網際網路的使用，規定使用網路者的期望原則、保障、權利及義務，並決定國家施政的準則。

### 加拿大
2011年1月25日，加拿大廣播電視及電信委員會（CRTC）決定，可推出使用量計費方案。
總理Harper表示政府會注意該項決定，「我們非常關心CRTC對用量計算的決定，以及該決定對消費者造成的影響。我已經要求應對該決定進行檢討。」有些人認為，該決定會對網路中立性有不利之影響，因為該決定會對聽訊及視訊等容量較大的媒體形成差別待遇。

### 智利
2010年6月13日，智利全國代表大會修正電信法，以維護網路中立性，成為全球第一個立法的國家。該法於2010年8月26日公布，對電信一般法（the General Law of Telecommunications）增定3項條文，禁止ISP業者隨意封鎖、干涉、歧視、妨礙或限制網際網路用戶使用、發送、接收或提供任何合法內容、應用、服務或其他於網際網路上合法之活動或用途的權利。ISP業者必須提供讓內容能不因其來源或擁有者不同即被隨意差別對待的網際網路接取服務。

### 印度
直到2015年，印度並沒有規範網路中立性的法律，且已有部分服務業者違反網路中立性。雖然印度電信監理局（TRAI）對統一接取服務執照的指導原則鼓勵網路中立性，但並不具強制力。2000年資訊科技法亦不禁止公司為其商業利益而限制他人服務。
2015年3月，TRAI就OTT服務的監理架構發布正式諮詢文件，尋求公眾意見。該諮詢文件被批評僅有單方面的看法，且敘述不清。該文件被許多政治家及網際網路用戶所譴責。直到2015年4月24日，已有超過100萬封電子郵件寄給TRAI，要求網路中立性。
最近，美國聯邦通信委員會（FCC）通過「網路中立性」規則，禁止Comcast及Verizon等網際網路業者減緩或封鎖網路流量，或創造讓Netflix等內容業者付費使用的網際網路快車道。TRAI認為這是因為缺乏具體的「法治規則」。為了確保印度將來不會面臨到相同問題，TRAI及印度政府正在尋求明確界定可以做及不可以做之原則。

### 荷蘭
2012年6月4日，荷蘭成為歐洲第一個，以及接在智利以後世界第二個制定網路中立性法律的國家。該法的主要條文要求「公眾電子通傳網路被用來提供網際網路接取服務之業者，以及網際網路接取服務之業者，將不得封鎖或減緩網際網路上的服務或應用」。

### 美國
在美國，對網路中立性是否需要以法律規定有著廣泛的辯論。網路中立性的支持者對寬頻業者使用其最後一哩網路封鎖網際網路應用與內容（如網站、服務及協議），甚至排除競爭對手的能力感到擾憂 。反對者則主張網路中立性管制會減損為了改善寬頻基礎建設的投資，而且是在修復不曾毀壞的某些事物。
2015年2月26日，美國聯邦通信委員會（FCC）決定支持網路中立性，將寬頻接取服務重新歸類為電信服務，並因此將網際網路服務供應商納入1934年通傳法第2篇之適用範圍內。2015年3月12日，FCC發布新網路中立性規則的具體細節。2015年4月13日，FCC公布了新的法規。
特朗普就任美國總統後，決定廢除網路中立性規則。2017年12月14日，美國聯邦通信委員會（FCC）通過廢除網路中立性規則的決議，放松对大型电信公司的监管，使得这些公司对于网络用户能够看到什么拥有更大的操控权。美國西岸部分地方政府表明，不會接受聯邦通訊委員會投票決定，計劃上訴或在地方上繼續執行網路中立性規則。2018年5月17日，美國參議院以52對47票表決通過，推翻聯邦通訊委員會廢除網路中立性規則的決議，暫時擋住即將於6月生效的政策。2020年10月27日，FCC以3-2投票废除网络中立性。新任总统乔·拜登于2021年7月9日签署特别行政令，要求FCC寻求重新建立网络中立性之方法。

### 英國
2007年，Plusnet使用深度封包檢測對P2P、檔案傳輸協議及線上遊戲等訊務進行限制及差別收費。不過，Plusnet的網路管理政策明確標示於該公司所賣的各項方案中，並對不同網站採取一致之管制。

## 支持者的論點
網路中立性的支持者包括消保團體、人權組織、線上公司及部分科技公司。許多大型網際網路應用公司是網路中立性的支持者。Yahoo!、Vonage、eBay、Amazon、IAC/InterActiveCrop、微軟、Twitter、Tumblr、Etsy、Daily Kos、綠色和平及其他許多公司與團體，也都表示支持網路中立性。國際網際網路服務供應商Cogent Communications發表聲明，表示該公司支持某一網路中立性政策。2008年，Google公開表示該公司反對對寬頻業者濫用其市場力量，影響相競爭之應用或內容的接取。他們更進一步將網際網路與電話市場相類比，表示電話公司不會被允許控制其用戶的通話及通話內容。不過，Google對網路中立性的支持在2014年遭到質疑。美國公民自由聯盟、電子前哨基金會、Free Press及Fight for the Future等部分人權組織亦支持網路中立性。
支持網路中立性的個人則包括提姆·柏內茲-李、文頓·瑟夫、勞倫斯·雷席格、羅伯特·麥克切斯尼、史蒂夫·沃茲尼克、蘇珊·克勞佛、馬爾文·阿莫里、班·斯科特、大偉·派翠克·里德及美國總統歐巴馬。2014年10月10日，美國總統歐巴馬建議FCC將寬頻網際網路服務重新歸類為電信服務，以確保網路中立性。2014年11月12日，AT&T停止建設其光纖網路，直到該公司有「明確的網路中立性規則可遵循」。2015年1月31日，美聯社報導FCC將提出適用1934年通傳法第2篇於網際網路（附加一些注意事項）的想法，並於2015年2月26日投票通過。

### 控制數據
網路中立性的支持者希望能指定有線電視公司為公共運輸業者，要求他們允許網際網路服務供應商（ISP）免費接取其有線線纜，如用於撥接網際網路的模式。他們希望能確保有線電視公司不能在沒有法院命令下，屏蔽、干涉或過濾網際網路內容。公共運輸業者的地位能賦予FCC執行網路中立性規則的權力。
SaveTheInternet.com指責有線電視及電信公司想要擔任守門員的角色，以控制哪些網站能下載較快，哪些網站下載較慢，哪些網站則完全無法下載。據SaveTheInternet.com所述，這些公司想要對需要保證速率傳輸的內容業者收費……以為其搜尋引擎、網路電話服務及串流視訊服務創造優勢，並減緩或封鎖其競爭對手服務之接取。文頓·瑟夫是發明網際網路協議的其中一人，現任Google總副。他表示，網際網路被設計成不存在任何能控制新內容或新服務之接取的權限。他認為讓網際網路能如此成功的這些原則，可能因為寬頻業者能影響人們在線上所看到的及可做到的事物，而從根本上被破壞。

### 數位權利與自由
網路中立性的支持者認為，一個中立的網路能促進自由言論，並導致網際網路上更進一步的民主參與。明尼蘇達州參議員Al Franken擔心若沒有新的法規，大型網際網路服務供應商將使用其市場地位，扼殺人民的權利。他稱網路中立性為「我們這個時代的憲法第一修正案議題」。透過確保每個人及每個網站都能不受其支付能力限制，平等地相互接取，網路中立性的支持者希望如此能避免需為言論付費，以及媒體權力更進一步的集中化。
勞倫斯·雷席格及羅伯特·麥克切斯尼認為，網路中立性確保網際網路仍然是個自由且開放的技術，促進民主溝通。雷席格及麥克切斯尼接著表示，網際網路的壟斷會扼殺獨立新聞來源的多樣性，以及創新與新穎網路內容的生成。

### 用戶對下載速率緩慢之網站的難以容忍

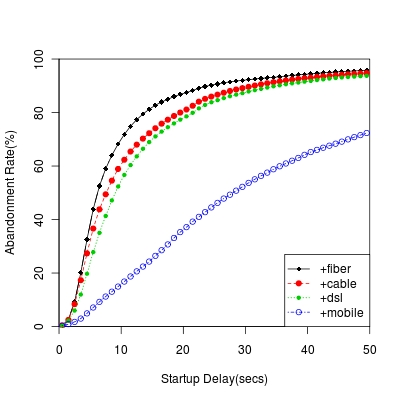
使用較快網路連線速率服務之用戶較使用較慢網路連線速率服務之用戶更快放棄下載緩慢之影片。網際網路上的「快車道」將不可逆地降低用戶對「慢車道」中相對緩慢之速率的耐心。

網路中立性的支持者援引人類適應的心理過程，表示當人們習慣更好的事物後，他們就再也不會想回去較糟的事物。支持者表示，在網際網路上，當用戶習慣網際網路上的「快車道」後，他們會發現「慢車道」將變得不可容忍。視訊業者Netflix及Vimeo向FCC提交的意見中表示，他們支持網路中立性，並提供S.S. Krishnan及拉梅什·西塔拉曼對線上視訊用戶的速率適應進行的第一次量化研究結果。該研究統計數以百萬計的線上視訊用戶等待緩慢下載之影片開始播放的容忍程度。擁有較快網際網路連線速率（如FTTH）的用戶，會比較沒有耐心，比其他擁有較慢網際網路連線速率的用戶更快放棄他正在下載的影片。此一研究結果顯示，用戶越習慣於較快的網際網路連線速率，就會對網際網路速率有越高的期待，且更難容忍任何延遲的發生。作家尼古拉斯·卡爾及其他社會評論家均曾寫過此一習慣現象，敘述網際網路上更快的資訊流通將讓人們更沒有耐心。

### 競爭與創新
網路中立性的支持者認為，允許有線電視公司有權為保證品質或加值傳輸收取費用，將形成一種剝削式的商業模式，讓ISP業者得以佔居守門員的角色。支持者警告，透過為網站的接取收取費用，網路所有者可能能夠封鎖競爭對手的網站及服務，以及拒絕那些不願付錢之服務的接取。據吳修銘所述，有線電視公司打算保留頻寬供自己的電視服務使用，並向其他公司收取優先服務的費用。
網路中立性的支持者認為，允許對網際網路流量優先處理，或分層服務，將使新的線上公司居位競爭劣勢，並減緩線上服務之創新。吳修銘認為，沒有網路中立性，網際網路將從以創新主導的市場轉變成以交易主導的市場。SaveTheInternet.com認為，網路中立性使每個人都處在平等的條件下，這有助於推動創新。他們表示，這即是網際網路長久以來的運作模式，網站與服務的品質決定了他們是成功還是失敗，而不是與ISP業者間的交易。勞倫斯·雷席格與羅伯特·麥克切斯尼認為，排除網路中立性將導致網際網路變得像是有線電視的世界一樣，讓內容的接取與散佈被一群巨型公司所管制。這些公司將會控制用戶所見，以及所需費用。醫療、金融、零售、賭博等需要快速且安全之網際網路的產業，將會被這些公司收取巨額費用。他們進一步表示，在網際網路的歷史中，大多數的創新者一開始都只在其車庫內營業，擁有少量的資本，但有著偉大的想法。這是可能的，因為網路中立性的保護讓網路所有者難以控制網際網路，留下最大的競爭空間，並允許外頭的創新者進到網路內。網路內容亦透過網路中立性的延伸，形成了一個自由且高度競爭的空間。

### 維護網際網路標準
支持網路中立性的人主張立法，認為若允許既有網路業者推打破際網路上傳輸與應用層的分離原則，將使基礎網際網路標準及國際協定之影響力下滑。此外，支持者表示，對應用程式的數據傳輸進行位元塑形，將會破壞傳輸層原有的彈性。

### 防止偽造的服務
隱私瀏覽器Epic的創辦人Alok Bhardwaj認為，實際上，任何違反網路中立性的行為都不會涉及到真正的投資，而是不必要且可疑的服務之收益。他認為，新的投資不太可能為特定網站建設特定網路，以更快地觸達終端用戶。相反地，他認為，非網路中立性將涉及對服務品質的操作，以向希望避免變慢的網站中摘取出報酬。

### 終端對終端原則
一些支持者表示，為了維持終端對終端原則，網路中立性是必須的。據勞倫斯·雷席格及羅伯特·麥克切斯尼所述，所有內容均應被平等對待，並必須以相同速率傳輸，以讓網路中立性成為真實。他們表示，正是如此簡單且出色的終端對終端觀點，讓網際網路成為推動經濟與社會的一股好的力量。
在此原則之下，中立網路會是一個笨網路，僅能傳輸封包，而不會在意其上面之應用。此一觀點由David S. Isenberg於其論文《笨網路的興起》中被提及。他說明，智慧網路的景象正被新的網路哲學及架構所取代，網路被設計成總是開啟的狀態，沒有開關，也不具稀少性。智慧並不被設計入網路本身，而是被推到終端用戶的裝置上；而網路被設計成單純傳輸位元，沒有別緻的網路路由或精明的號碼轉換。數據掌控著傳輸，告訴網路該被送去何處。終端用戶的裝置因此可以設計得更有彈性，因為位元本質上是自由的，沒有數據是依著哪個傳輸速率或類型之假設。
與此觀點相對，由薩特澤、里德及克拉克所著，題目為《系統設計的終端對終端議題》（End-to-end arguments in system design）之研究報告主張，網路智慧不能免除終端系統對內部數據錯誤檢查或對發送者速率限制之需求，亦無法從網路核心批次移除情報。

## 反對者的論點
反對網路中立性立法的公司包括AT&T、Verizon、IBM、Intel、Cisco、Nokia、Qualcomm、Broadcom、Juniper、D-Link、Wintel、Alcatel-Lucent、康寧公司、Panasonic、Ericsson與其他業者。反對網路中立性的著名科技專家則包括馬克·安德森、史考特·麥克里尼、彼得·泰爾、大衛·法博、尼古拉斯·尼葛洛龐帝、拉吉夫·蘇里、傑夫·鮑爾夫、約翰·佩里·巴洛及鮑勃·卡恩。
諾貝爾經濟學獎得主蓋瑞·貝克發表於競爭法與經濟學雜誌（Journal of Competition Law & Economics）上，名為《網路中立性與消費者福祉》（Net Neutrality and Consumer Welfare）的論文主張，支持網路中立性的人之聲明「沒有提供令人得以信服的管制理由」，因為在寬頻接取服務業者之間有著「顯著且日益激烈的競爭」。
曾任Google董事長表示，雖然Google認為相似的數據類型不應被差別對待，但差別地處理不同的數據類型則是被允許的。據施密特所述，此一觀點，Google與Verizon都普遍認同。據雜誌所述，當美國總統歐巴馬於2014年底宣布他支持嚴格的網路中立性規則時，施密特告訴白宮宮員總統犯了一個錯誤。
全國城市聯盟、傑西·傑克遜的Rainbow/PUSH，以及拉丁美洲裔公民聯盟等部分人權組織亦反對以通傳法第2篇作為網路中立性的管制手段，他們認為將寬頻網際網路服務視為公用事業管制，將扼殺不經濟地區之投資，並因此傷害到少數族裔之社區。
其他反對者則成立了Hands Off The Internet這個網站，該網路成立於2006年，目的為促進反對網際網路監理之論述。該網站的主要經濟來源為AT&T，以及BellSouth、Alcatel、AT&T行動及公民反政府浪費等公司與團體。
思科系統全球先進技術政策高級常務董事暨前FCC政策制定主任羅伯特·佩珀說，「網路中立性立法的支持者認為需要更多的規定。他們認為，若沒有更多的管制，服務業者會分配頻寬或服務，形成讓有錢人享有一流的網路接取速率，其他人則只能擁有緩慢的連線速率及退化的內容，這樣一個分層的世界。不過，這樣的未來是不可能發生的。如此全有或全無的世界在今日並不存在，在未來也不會存在。即使沒有額外的管制，網路業者仍可能持續做他們正在做的事。他們將繼續以適合各類消費者的多種價位，提供各式之寬頻服務方案。」電腦科學家鮑勃·卡恩曾表示，網路中立性是個會凍結網際網路核心之創新的口號。
法博曾撰寫並強烈呼籲應對核心網際網路協議持續進行研究與發展。他與其學界同仁邁克爾·卡茨（Michael Katz）、克里斯托弗·尤及吉羅德·馮哈伯（Gerald Faulhaber）共同在華盛頓郵報發表一份專欄文章，對網路中立性強烈批評。文章中寫道，在網際網路需要重塑之際，國會為了保護目前網際網路最好的部分之行動，可能會干擾到建立替代品所作之努力。

### 減少創新及投資
由包括IBM、Intel、Qualcomm及Cisco等60家主要ISP技術供應業者寄給重要國會與FCC領袖的一封信中寫道，以通傳法第2篇規管網際網路「意指趨動其他產業經濟前進的數十億美元寬頻投資將不會被投入，任何此類花費的減損都將扼殺整體經濟之成長。這並不是在無的放矢或危言聳聽……第2篇將導致寬頻建設的持平或減緩，因為如果你不能知道你是否能從你的投資中收回到成本，你就不會去做這項投資。」
據華爾街日報所述，在一次Google與FCC官員進行遊說的會議上，該公司敦促委員會訂定能鼓勵寬頻網際網路投資的規則，這與AT&T及Comcast等反對嚴格網路中立性規則之公司的立場一致。
網路中立性的反對者認為，頻寬優先權對將來網際網路上的創新是必須的。電話及有線電視公司等電信業者，以及部分提供網路設備之科技公司主張，電信業者應有權提供分層服務有不同之優先權，例如讓線上公司能付費獲取比其他網際網路訊務更快之傳輸速率。這些服務的額外收益將能用來為更多消費者建設更快的寬頻接取。
反對者表示，網路中立性讓網際網路服務供應商（ISP）及其他網路業者更難從寬頻網路的投資中回收其成本。寬頻與電信公司Verizon資深副總暨副總顧問John Thorne表示，如果他們被禁止向那些想要利用這些網路中擴展容量的公司收取優先傳輸之費用，他們將沒有誘因投入更多資金去建設先進的光纖網路。Thorne及其他ISP業者亦指控Google及Skype等公司利用電信業者花費數十億美元建置的網路，卻不需支付任何費用。
馬克·安德森表示，「完全的網路中立性論點是很難維持的，如果你也想在寬頻網路上持續投資的話。如果你今天是一家大型電信業者，你每年的資本支出約200億美元，你需要知道你將能如何回收這些投資。如果今天訂下了完全的網路中立性規則，使你不能向Netflix之類的公司收取任何費用，你將無法在持續的網路投資上獲取報酬，而這也意味著你將停止繼續投資網路。而我不想坐在這裡一二十年後，網路速率依然與現在一樣。」

### 伺服器端不中立的衡平
那些贊成非中立分層網際網路接取服務的人認為，網際網路已不是個公平的競爭環境：大型公司可透過複製伺服器及購買高頻寬服務取得比較小的競爭對手更佳之效能優勢。如果接取的級別較低或只能接取特定協議，其價格可以較低，對那些有需要特別尋守不同服務層次的個人及企業而言，此類改變將能讓網際網路使用變得更為中立。網路專家Richard Bennett曾寫道，「一家有錢的網站，可以比其他競爭對手在網際網路服務供應商的前廊以更快的速率傳輸資料，希望留下的其他資料能被平等對待。這些系統，Google稱之為寬頻中立，實際上卻形成了更根本的不平等。」

### 寬頻基礎建設
網路中立性的反對者表示，網路業者持續對基礎網路投資不足。不過，根據Copenhagen Economics的資料顯示，美國對電信基礎網路的投資比歐盟高出50%。以GDP占比計算，美國單位GDP的寬頻投資率僅稍微落後英國與南韓，但大幅超越日本、加拿大、義大利、德國與法國。
在寬頻速率上，據Akamai的資料顯示，在其主要貿易夥伴間，美國僅落後南韓與日本，且在G7內，也僅在平均尖端連線速率與10Mbit/s以上服務人口比例上落後日本，但卻大幅領先其他主要貿易夥伴。
白宮於2013年6月表示，美國的連線速率「與其他有類似人口或土地的國家相比，是其中最快的國家」。
Akamai的2014年第2季「網際網路狀況」報告中寫道，「共有39個州的4K完備度比去年好過一倍以上。」換句話說，如ZDNet的報導，這些州在4K視訊所需的15Mbit/s速率之網路的觸達率上有大幅的增長。
依據進步政策研究所及ITU的資料顯示，美國在OECD會員嘯內有著最實惠的固網寬頻服務入門價格。
FCC委員阿吉特·佩與聯邦選舉委員會委員李·高曼（Lee Goldman）於2015年2月在Politico piece上寫道，「與歐洲有著漫長且類似公用事業的管制型態相比，美國採取了低度的管制模式。美國的寬頻速率，不論是行動或有線，都較歐洲快上許多。美國的寬頻投資比歐洲高出數倍。而且，即使美國的人口密度較低，其寬頻觸達的範圍卻較廣。

### 顯著且日益激烈之競爭
諾貝爾經濟學獎得主蓋瑞·貝克與其同事於2010年討論網路中立性的一份論文中寫道，「在寬頻接取業者間存在著顯著且日益激烈的競爭，且至今幾乎沒有觀察到重大的競爭問題，這表示不存在需要此類管制的充足理由。」
貝克及其經濟學同事Dennis Carlton與Hal Sidler發現，「2002年至2008年，美國的高速寬頻接取線路從1,600萬條成長至近1億3,300萬條，而家庭寬頻線路亦從1,400萬條成長至近8,000萬條。網際網路流量在2007年至2009年間成長了約3倍。與此同時，寬頻網際網路接取服務的價格則大幅下滑。」
PPI的報告指出，美國寬頻業者的獲利率通常為使用寬頻之公司（如蘋果或Google）的1/6至1/8，與價格由壟斷業者舞斷訂定的觀念不同。

### 多家競爭的市場，已有更多可選擇
進步政策研究所於2014年6月公布的一份報告指出，幾乎每個美國人都至少有5至6家寬頻網際網路服務供應商可供選擇，儘管該報告表示只存在「少數」寬頻業者。援引FCC研究，該研究所寫道，90%的美國家戶可接取至少1個固網或行線寬頻業者所提供，速率至少為下載4Mbit/s，上傳1Mbit/s之服務，且有近88%的美國人有至少兩家固網寬頻業者可供選擇（通常一家為有線電視公司，一家為電信公司）。此外，美國3家行動通訊公司中提出報告指出，有2億5,000萬至3億個美國人正在使用4G LTE服務。
同樣地，FCC於2008年6月公布的報告中亦指出，美國99.8%的郵遞區號內有兩家以上的高速網際網路服務供應商存在，且94.6%的郵遞區碼有4家以上的業者。芝加哥大學經濟學家蓋瑞·貝克、Dennis Carlton及Hal Sider 2010年的論文中亦有提到。
當FCC主委汤姆·惠勒（Tom Wheeler）於2015年1月將寬頻從4Mbit/s以上速率重新定義為25Mbit/s以上速率時，FCC委員阿吉特·佩及麥克·歐萊禮（Mike O'Reilly）認為，此次重新定義是為了讓該委員會能夠訂定新法規，解決網路中立性議題。委員表示，更嚴格的速率標準將寬頻產業描繪成較不具競爭，以合理化FCC以第2篇訂定網路中立性法規之行為。

### 遏制競爭
FCC委員阿吉特·佩表示，FCC完全忽視較小的競爭業者將受到國家房產稅及普通收入稅之疑慮。佩表示，結果將無助於為市場創造更多的競爭。
佩表示，FCC執行第2篇管制之決定，被該國最小的民營電信公司與許多地方公營寬頻業者所反對。在其不同意見書內，佩指出有142家行動寬頻業者表示，FCC的新「法規侵犯了其業務……可能迫使他們調高價格，及/或延緩佈建擴張」。他亦指出，該國最小的ISP業者（每家的家庭寬頻用戶數不到1000戶）中，有24家業者寫信給FCC表示，第2篇「將嚴重加緊他們有限的資源」，因為他們「沒有內部律師，也沒有預算請外部律師」。此外，另外還有43家地方公營寬頻業者告訴FCC，第2篇「將引發委員會無法調制及控管之後果，嚴重傷害他們投資與佈建寬頻之能力，且無法為消費者或這個市場在今日沒有任何額外管制的協助下出現之邊緣業者有任何益處。」

### 可能增加稅賦
FCC委員阿吉特·佩反對網路中立性規則，表示FCC公布執行第2篇管制之決定為寬頻產業需受電話公司為普及服務基金所繳的稅一般，繳交數十億美元之費用及稅賦開啟了一道大門。
支持網路中立性的團體Free Press表示，「每個家戶對增加之稅賦及費用可能增加的支出將遠低於」反對網路中立性的人所給出的估計，而且若有額外的稅出，其額度約為4億美元。在最好的情況下，「其增加可能是零」。同時，進步政策研究所表示，第2篇會導致每年高達110億美元的稅賦及費用。金融網站Nerd Wallet自行估計，得出可能會有62.5億美元的稅賦的，估計每個美國家戶的稅務帳單每年平均將增加67美元。
FCC發言人Kim Hart表示，此一決定「不會調高稅出及費用」。不過，反對一方的委員阿吉特·佩表示，此計畫明確為數十億美元之費用及稅出開啟了一道大門……這些新的稅出將意指更高的寬頻服務價格，以及消費者須支付更多的隱藏費用。」阿吉特·佩解釋，「將新的稅出及費用適用於寬頻服務上，是調高帳單費用的一種方法。舉例來說，如果你查看你的電話帳單，你會看到一項『普及服務費用』或類似的名目。這些費用（大多數美國人稱之為稅）被每個使用電話服務的美國人所支付。這些費用每年高達90億美元。消費者不須為其寬頻服務支付這些稅額，因為寬頻服務之前並不屬於第2篇所規定之服務。不過，現在是了。而該命令亦因此明確地為數十億美元的新稅開啟了一道大門。」

### 避免頻寬使用不公平
自1990年代初，網際網路的流量隱定成長。圖片豐富的網站及MP3的興起讓1990年代中期開始出現急劇的流量增長。到了2003年，因為視訊串流及P2P檔案共享變得更為普及，網路流量的成長變得更加快速。根據Sandvine公司統計 （页面存档备份，存于）到了2010年BT下載流量已經佔北美流量的53.3%。雖然近年BT下載比例已經下滑，但BT下載所導致的使用者不公平爭議仍未解決，且若未來有類似BT的科技仍將產生相同的頻寬使用不公平的情形。由於YouTube及其他較小的公司開始提供免費視訊內容服務，使用大量的頻寬，至少一家網際網路服務供應商（SBC Communications，現為AT&T）開始建議業者應有權向這些在業者網路上提供其內容的公司收費。
Bret Swanson 2007年在華爾街日報上寫道，當時的熱門網站，包括YouTube、MySpace及許多部落格，均處於網路中立性的風險之中。他指出，在當時，YouTube 3個月的串流容量就相當於全世界廣播、有線電視及無線電視頻道一年的播送容量，達到75PB。他認為，網路還没有準備好處理這個網站所需之數據量。他亦表示，網路中立性將禁止寬頻網路的建設，因而限制可用頻寬，並從而危及創新。
這些質問的其中一個例子為對一串管線的類比，由美國參議員Ted Stevens於2006年美國參議院委員會聽證會上所提出。

### 有線寬頻的高進入門檻
TechFreedom的Berin Szoka、Matthew Starr及Jon Henke在Wired雜誌上寫道，地方政府及公用事業為更多的有線寬頻競爭設下了最為巨大之門檻。「當大眾輿論集在大型有線電視公司之類預設『獨占者』時，政府才是真正應被指責的。」作者表示，地方政府及其公用事業為ISP業者收取遠高於他們實際支出之費用，並擁有ISP業者是否能建設網路的最後決定權。政府官員能決定一家ISP業者為取得公有的「路權」（讓他們能設置其纜線）所需之條件，從而減少可能的競爭對手，如AT&T的U-Verse、Google Fiber及Verizon FiOS等網際網路服務。地方政府對ISP業者要求的條件可能包括建設不被需要的服務、捐贈設備，及免費提供寬頻給政府建物。

### 憑想像入罪的管制不合理
PayPal的創辦人暨Facebook的投資者彼得·泰爾表示，「網路中立性至今都非必要。我看不出有任何理由為什麼會突然變得重要起來。網際網路沒有網路中立性也已經很好地運作了15年……政府試圖管制科技在過去總是會得到適得其反的效果。」PayPal的共同創辦人Max Levchin亦支持相似的看法，他告訴CNBC，「網際網路沒有毀壞。它存在這裡，沒有政府的規管，且可能有一部分正因為沒有政府的規管。」
聯邦政府新網路中立性政府的反對者指出，網際網路的成功即是個標誌，證明新的法規是不必要的。他們認為，網站、ISP業者及消費者所擁有的自由已足夠解決其爭議，且透過創新競爭正是網際網路能如此迅很成功的原因。國會中對網路中立性法規最嚴厲批評的議員為德州藉參議員Ted Cruz，他表示，「（網際網路上的）創新發生在不需要去找政府，並問『媽，我可以嗎？』的地方。當政府開始將這些服務視同公用事業規管的時候，這裡的所有一切事物都將硬化，並且凍結。」反對者表示，藉由規範網際網路如何被提供，這個政府將會阻礙網路上的可能創新。
FCC委員阿吉特·佩是兩位反對網路中立性規則的其中一位委員，他批評FCC之前的網路中立性規則認為ISP業者欺騙消費者、降低內容品質，或偏好消費者不喜歡之內容等假設性的威脅都不是根據具體存在的事實。「那些持續性威脅的證據在哪？沒有；一切都是道聽塗說、假設性及歇斯底里的情緒性言論。單只是把一家位於北卡羅萊納州的小型ISP業者於十年前封鎖網路電話、Comcast於八年前把BitTorrent的流量降速以緩解壅塞的上載流量、以及蘋果先在Wi-Fi上推出Facetime後來才出手機版，以這些小插曲及老掉牙的故事當案例並不足串出完整的故事，要編鬼故事可沒有這麼容易。」
FCC委員麥克·歐萊禮是另一位反對網路中立性的委員，他表示，網路中立性是基於假設性問題而產生的方案。「即使大家已經磨合了三個星期，我還是很難認同委員會建立了一整套第二篇/網路中立性架構，只為避免那些假設的傷害。沒有任何證據顯示網路中立性有存在的必要性。D.C. Circuit稱先前規模較小的版本是「預防性」措施，我認為應該稱為「憑想像定罪」更貼切。」
在芝加哥論壇報裡，FCC委員阿吉特·佩及聯邦貿易委員會委員喬舒亞·萊特表示，「網際網路並沒有毀壞，而我們也不需要總統提出的『修復』計畫。恰恰相反，網際網路是個無與倫比的成功故事，是個自由、開放且繁榮的平臺。」

## 相關議題

### 數據差別待遇
吳修銘雖然支持網路中立性，但他表示，目前的網際網路並不中立，因為最佳努力（best effort）的實現通常有利於檔案傳輸及其他在實時通訊上但不需時效性之訊務。通常，一個會阻擋其用戶接取某些節點或服務的網路預期會較不會這麼做的網路對其用戶較沒有價值。因此，一個網路要能存在嚴重的非中立性，必須其用戶不在乎此一特定的非中立性，或其用戶無法選擇業者，不然他們應該會轉換至其他限制較少的業者。
雖然網路中立性的爭議仍在持續著，但是網路業者之間通常會互相簽訂對等互連協議。這些規議一般會規定特定的資訊流應被如何對待。此外，網路業者通常實施許多流量政策，如封鎖端口25，以防止不安全的系統將其作為垃圾郵件中繼。他們也會加入一些服務條款，規範使用特定應用之規則，作為與用戶間之服務契約。
大多數消費端網際網路業者都有實施這樣的流量政策。MIT Mantid通訊埠封鎖量測計畫旨在量測網際網路通訊埠封鎖與可能差別待遇之行為。不過，網路業者間的對等互連協議均只對簽訂協議的雙方有效，而無法影響其範圍外的其他訊務流。
卡內基梅隆大學的喬恩·佩哈認為，建立一個保護其用戶免受有害的流量差別待遇傷害，並允許有益的流量差別待遇之流量流策是重要的。佩哈研究能施行流量差別待遇之技術、差別待遇的各種不同類型，以及管制可能造成的影響等。
Google董事長表示該公司對數據差別待遇的看法與Verizon一致。「我希望能說清楚我們所稱的網路中立性是什麼意思：我們所指的是，當你分出一個視訊的數據類型時，你不會對一個人的視訊與其他人的視訊有差別待遇。但對不同的類型有差別待遇是可以的。所以，你可以將語音的優先權設成高於視訊的權先權。而且，Verizon與Google在此議題上有著一般的共識。」
呼應施密特的意見，Google網際網路傳教長暨「網際網路之父」文頓·瑟夫表示，「一些像是遊戲之類的應用需要有更多的延遲，完全是有可能的。其他用來傳輸即時視訊的應用則會需要寬頻串流功能。還有一些像電子郵件或檔案傳輸之類的應用，則只要能取得位元即可。不過，不應該由接取網路的供應業者在競爭基礎上調節其品質，但你仍可能有各種不同的服務，依靠不同應用所需之不同需求。」

### 服務品質
網際網路路由器根據網路業者間各類對等互連及傳輸協議傳送封包。許多使用網際網路協議的網路現在設有服務品質（QoS），且網路服務業者通常會與其他人簽訂服務層次協議，為其設定某種形式之服務品質。
並不存在單一、共同的方法互連使用IP的網路，且亦不是所有使用IP的網路都是網際網路的一部分。IPTV網路即與網際網路分離，因此不包含於網路中立性協議之中。
IP數據包內含3位元寬的優先權欄位，及一個較大的差異化服務碼位（DSCP），用來請求服務層級，與透過服務存取點提供服務之分層架構的協議這個概念一致。此一欄位有時會被忽略，特定是在請求於發訊網路與收訊網路簽訂範圍外之服務層級時。此一欄位通常被用於專用網路中，特別是在施行優先權之Wi-Fi網路內。在網際網路通訊內存在著數種通訊網路層級，如SIP、RSVP、IEEE 802.11e及MPLS，其中最常見的是結合SIP及DSCP的架構。路由器製造業者現在販賣的路由器能夠判斷在不同服務層級中給定訊務的路由。
隨著多媒體、VoIP、IPTV及其他受益於低延遲之應用程式的出現，一些為解決部分專用網路內無法限制延遲的嘗試亦開始出現，包括提供分層服務層級，讓網際網路傳輸可以依其應用類型在網路層重塑。此類工作仍在進行中，並已開始取得一些成果，如批發網際網路傳輸業者即已開始修正服務協議，以納入服務層級。
網路中立性的支持者亦提出幾種可用來實踐包含服務品質之中立網際網路的方法：
- 由提姆·柏納-李提供的方法允許在不同層間有差別處理，並同時在每一層內採取嚴格的網路中立性。「如果我付費連接至有一特定服務品質之網路，而你付費連接至有相同或更高服務品質之網路，則你跟我可以在較高服務品質之網路上進行通訊[3]。」「（我們）各自付費連接至網路上，但沒有人可以付費排除與我的接取[180]。」
- 美國國會議員已提出法案，允許對特定服務的服務品質採取差別處理，只要不須對較高品質的服務支付特別的費用[181]。

隱私瀏覽器Epic的創辦人Alok Bhardwaj表示，透過法規保障網路中立性與採行服務品質協議是一致的。他認為，應立法禁止對任何服務品質收費，並同時允許網路採行服務品質，並移除任何可能濫用網路中立性之想法。他表示，一旦採行服務品質與無服務品質的網路相對，不需增加額外的成本，就沒有理由為採行服務品質收取任何費用。不過，所需之（具大量請求等的）核心網路，以及設計與維護服務品質網路之成本都可能遠高於無服務品質之網路。

### 定價模式
寬頻網際網路接取服務最常以尖峰資訊速率或最大可用頻寬的方式賣給用戶。如果網際網路服務供應商能夠以不同價格提供不同的服務層級給網站接取，這也許是一種透過販售剩餘頻寬來管理未使用容量的成本（或操作價格歧視以回收「消費者剩餘」成本）之方法。不過，以承諾資訊速率或保證頻寬容量購買連線服務的用戶，則會期待他們購買的容量能符合他們的通訊需求。
有許多研究嘗試提供網路業者對其用戶群提供此類分層服務時，合適之定價公式。不過，因為網路中立性主要集中在配置協議上，大多數的定價模式都以頻寬限制作為其基礎。

## 外部連結
- Technological Neutrality and Conceptual Singularity （页面存档备份，存于）
- Why Consumers Should Be Worried About Net Neutrality （页面存档备份，存于）
- The FCC on Net Neutrality: Be Careful What You Wish For
- Internet Policy: Who's Pulling the Strings
- Financial backers of pro neutrality groups （页面存档备份，存于）
- （页面存档备份，存于） - Film advocating in favor of Net Neutrality
- Battle for the Net （页面存档备份，存于） - Website advocating net neutrality by Fight for the Future
- Don't Break The Net - Website advocating against net neutrality by TechFreedom （页面存档备份，存于） with monetary support from telcos.[1]
- http://www.laquadrature.net/en/Net_neutrality （页面存档备份，存于）
- TWIGF台灣網路治理論壇 從最近的新聞來討論「網路中立性」 （页面存档备份，存于）

1. ↑  See answer to corresponding question on website's "About TechFreedom" section.